# Punamuis
De punamuis (Punomys lemminus)  is een zoogdier uit de familie van de Cricetidae. De wetenschappelijke naam van de soort werd voor het eerst geldig gepubliceerd door Osgood in 1943.

## Voorkomen
De soort komt voor in Peru.